# Sistema di posizionamento BeiDou

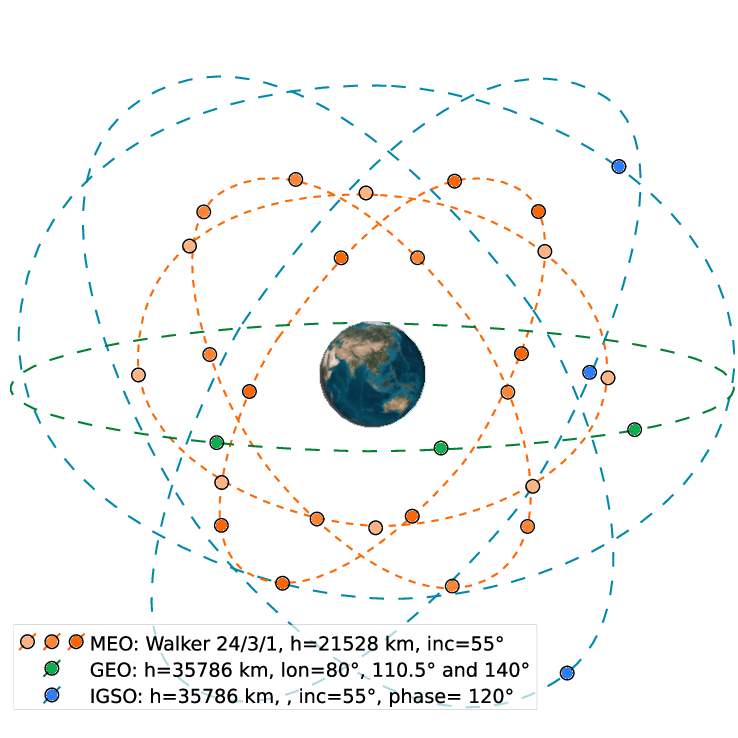
Costellazione dei satelliti della rete BeiDou GNSS e i suoi parametri orbitali.

BeiDou (in cinese 北斗 (běidǒu), ovvero “mestolo del nord”, l'asterismo della costellazione dell'Orsa Maggiore conosciuto in Occidente come Grande Carro), è un sistema di posizionamento satellitare sviluppato dalla Repubblica popolare cinese, nato inizialmente per una copertura regionale e successivamente implementato per una copertura globale.

## Il sistema

### Panoramica
Il Sistema di Navigazione Satellitare BeiDou (BDS) è stato costruito e gestito indipendentemente dalla Cina con l'obiettivo di soddisfare le esigenze della sicurezza nazionale e dello sviluppo economico e sociale del paese. Come infrastruttura temporale-spaziale di rilevanza nazionale, il BDS fornisce servizi di posizionamento, navigazione e temporizzazione sempre attivi, in qualsiasi condizione meteorologica e con elevata precisione a utenti globali.
Dal momento dell'attivazione dei servizi, il BDS è stato ampiamente utilizzato nei settori dei trasporti, dell'agricoltura, delle foreste, della pesca, del monitoraggio idrologico, delle previsioni meteorologiche, delle comunicazioni, della distribuzione dell'energia, del soccorso in caso di disastri, della sicurezza pubblica e in altri campi. Ha inoltre contribuito a servire infrastrutture nazionali di rilevanza, generando notevoli benefici economici e sociali. I servizi di navigazione basati su BDS sono stati ampiamente adottati da imprese di commercio elettronico, produttori di terminali mobili intelligenti e fornitori di servizi basati sulla posizione, entrando in modo estensivo nei settori del consumo di massa, delle economie condivise e quelli legati al sostentamento delle persone. Nuove modalità, forme di business ed economie delle applicazioni BDS stanno emergendo, cambiando profondamente la produzione e la vita delle persone. La Cina continuerà a promuovere le applicazioni BDS e lo sviluppo industriale per servire la costruzione della modernizzazione del paese e la vita quotidiana delle persone, contribuendo allo sviluppo scientifico, tecnologico, economico e sociale globale.
La Cina applica il principio che "BDS è sviluppato dalla Cina, dedicato al mondo e mira a essere di classe mondiale" e desidera condividere i risultati della costruzione e dello sviluppo di BDS con tutti gli altri paesi, promuovendo lo sviluppo globale della navigazione satellitare e facendo sì che i Sistemi Satellitari di Navigazione Globale (GNSS) servano il mondo e beneficino l'umanità. BDS fornisce sicurezza delle informazioni spaziali e temporali per lo sviluppo economico e sociale ed è uno dei risultati importanti degli ultimi 40 anni di riforma e apertura della Cina, rappresentando un prodotto pubblico globale contribuito dalla Cina al mondo. La Cina continuerà a promuovere attivamente gli scambi e la cooperazione internazionale, per ottenere compatibilità e interoperabilità con altri sistemi di navigazione satellitare nel mondo e fornire agli utenti globali servizi più performanti, affidabili e diversificati.

### La strategia di sviluppo
Alla fine del XX secolo, la Cina ha iniziato ad esplorare una via per sviluppare un sistema di navigazione satellitare adatto alle sue condizioni nazionali, formulando gradualmente una strategia di sviluppo in tre fasi: entro il 2000, la costruzione del BDS-1 è stata completata per fornire servizi alla Cina; entro il 2012, la costruzione del BDS-2 è stata completata per fornire servizi alla regione Asia-Pacifico; la costruzione del BDS-3 è stata completata per fornire servizi in tutto il mondo nel 2020.

#### Gli obiettivi di sviluppo
Lo sviluppo del BDS mira a costruire un sistema di navigazione satellitare di classe mondiale per soddisfare le esigenze della sicurezza nazionale, dello sviluppo economico e sociale del paese. L'obiettivo è fornire servizi continui, stabili e affidabili agli utenti globali, sviluppare le industrie correlate al BDS per sostenere lo sviluppo economico e sociale della Cina, migliorare gli standard di vita delle persone e potenziare la cooperazione internazionale per condividere i frutti dello sviluppo nel campo della navigazione satellitare, aumentando i benefici applicativi globali dei sistemi satellitari di navigazione.

#### I principi di sviluppo
La Cina adotta i principi di "indipendenza, apertura, compatibilità e gradualità" nella costruzione e nello sviluppo del BDS.
- L'indipendenza si riferisce al mantenimento della costruzione, dello sviluppo e dell'operazione indipendenti del BDS, acquisendo la capacità di fornire autonomamente servizi di navigazione satellitare agli utenti globali.
- L'apertura si riferisce alla fornitura gratuita di servizi di navigazione satellitare aperti e all'incoraggiamento di una cooperazione e uno scambio internazionale su vasta scala, a più livelli e di alta qualità.
- La compatibilità si riferisce al potenziamento della compatibilità e interoperabilità con altri sistemi di navigazione satellitare, e all'incoraggiamento di collaborazioni e scambi internazionali per fornire migliori servizi agli utenti.
- La gradualità si riferisce alla realizzazione dello sviluppo del BDS in un approccio graduale, al miglioramento delle prestazioni dei servizi BDS e allo sviluppo delle industrie di navigazione satellitare in modo completo, coordinato e sostenibile.

#### Obiettivi futuri
Entro il 2035, è prevista l'istituzione di un sistema di posizionamento, navigazione e temporizzazione nazionale più ubiquo, integrato e intelligente.

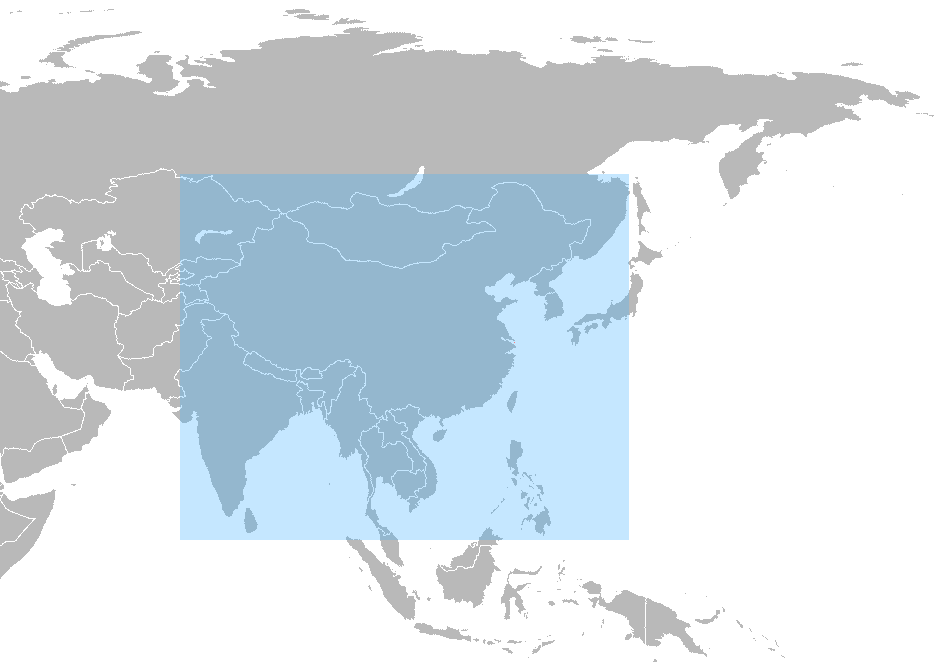
La copertura offerta dal sistema BeiDou 1.

## L'architettura principale
Il BDS è principalmente composto da tre segmenti: uno spaziale, uno terrestre e uno utente.
- Lo spazio del BDS è costituito da diversi satelliti posizionati in Orbita Geostazionaria Terrestre (GEO), Orbita Geo-Sincronizzata Inclinata (IGSO) e Orbita Terrestre Media (MEO).
- Il segmento terrestre del BDS è composto da varie stazioni terrestri, comprese stazioni di controllo principali, stazioni di sincronizzazione/tempo, stazioni di monitoraggio, nonché strutture operative e di gestione del collegamento inter-satellitare.
- Il segmento utente del BDS è composto da vari tipi di prodotti, sistemi e servizi di base BDS, nonché quelli compatibili con altri sistemi di navigazione, compresi prodotti di base come chip, moduli e antenne, terminali, sistemi applicativi e servizi applicativi.

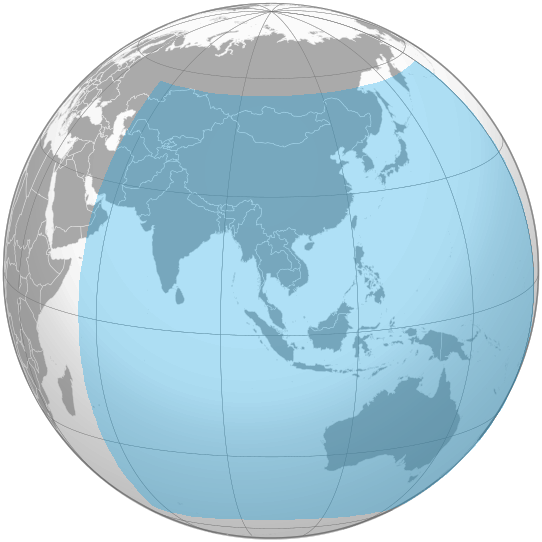
La copertura offerta dal sistema BeiDou 2 nel 2012.

Lo sviluppo del BDS segue un modello di sviluppo delle capacità di servizio regionali, estendendo gradualmente i servizi a livello globale. Questa pratica ha aperto la strada per la costruzione di un sistema di navigazione satellitare con caratteristiche cinesi e ha arricchito i modelli di sviluppo dei sistemi di navigazione satellitare a livello mondiale.
Il BDS possiede le seguenti caratteristiche:
- In primo luogo, il suo segmento spaziale è una costellazione ibrida composta da satelliti in tre tipi di orbite. In confronto ad altri sistemi di navigazione satellitare, il BDS opera più satelliti in orbite elevate per offrire migliori capacità di schermatura, osservabili in particolare in termini di prestazioni nelle aree a bassa latitudine.
- In secondo luogo, il BDS fornisce segnali di navigazione a frequenze multiple ed è in grado di migliorare la precisione del servizio utilizzando segnali multi-frequenza combinati.
- In terzo luogo, il BDS integra la funzione di navigazione e comunicazione e possiede diverse capacità di servizio, ovvero posizionamento, navigazione e temporizzazione, comunicazione di messaggi brevi, ricerca e soccorso internazionale, potenziamento basato su satellite, potenziamento a terra e posizionamento preciso, ecc.[2]